# ارمان ژرژ برژه
ارمان ژرژ برژه (انگلیسی: Herman Georges Berger; ۱ اوت ۱۸۷۵ – ۱۳ ژانویهٔ ۱۹۲۴) شمشیرباز اهل فرانسه بود.